# Sam Doumit
Sam Doumit (el seu nom complet és Samia) és una actriu nascuda el 24 d'abril de 1975 a Sacramento (Califòrnia, Estats Units). La seva ascendència és d'origen francés, irlandés i especialment libanès, ja que el seu pare va emigrar de Beirut, Líban l'any 1967 quan va aconseguir una beca a la California State University a Sacramento. Per part de mare, és d'origen jueu alemany. De fet, el seu besoncle, és el guanyador del premi nobel de la pau el Dr. Albert Schweitzer.

## Biografia
Sam Doumit va aconseguir ser la Dean's list i el rol d'honor com estudiant a l'Emerson College abans de començar a estudiar al California Institute of the Arts (CalArts) la llicenciatura d'art dramàtic. En el món del teatre, ha treballat a KY2 (2000) i l'octubre de 2005 participà en la reunió d'exalumnes del Cal-Arts amb Not to Fear juntament amb Erik Contreras, Tony Nazem i Rainbow Underhill dins el programa anomenat The Half-Hour From Home: Cal-Arts Alumni at Barnsdall. El 2006, Doumit va interpretar l'obra de William Shakespeare The Taming of the Shrew al Lilian Theatre de Los Angeles.
Ha participat en les sèries de televisió Southland (2009),Passions (2005), LAX (2005), CSI: Crime Scene Investigation (2004), Dawson's Creek (2003), Boston Public (2002), ER (2001), Brutally Normal (2000), Honey, I Shrunk the Kids: The TV Show (2000), Beverly Hills 90210 (1998) i Undressed (1999). A Catalunya només han arribat les sèries CSI, ER (Urgencias) i Beverly Hills doblades al castellà.
Ha interpretat diferents papers a films com Este Cuerpo no es el mío (The Hot Chick) amb Rob Schneider i Adam Sandler i en films independents com The Utopian Society amb Austin Nichols, Malin Akerman i dirigida per John P. Aguirre. En el món musical ha col·laborat en elStarlight del grup de Nova Zelanda, ZED, inclòs en el DVD de The Hot Chick. També ha estat locutora i productora de la Suicide Girls Radio.
La seva cara segons IMDB és la que apareix al logo de les Suicide Girls. El 3 de setembre de 2005 va contraure matrimoni amb Erik Contreras. També ha treballat en el món de la ràdio, sent la presentadora de diferents programes a l'emisora radiofònica de les Suicide Girls.

## Filmografia[1]
- Fucking Lance Armstrong..... Sam
- Rosary Stars (2009)..... Sam Doumit
- East L.A. (2008)..... Krista Guzman
- Longtime Listener 12th Time Caller (Veu) (2004)..... Nancy
- Just Hustle (2004) ..... Naomi Rose
- The Utopian Society (2003)..... Nera
- The Hot Chick (2003) ..... Eden
- Taylor's Wall (2001) ..... Taylor's Manning
- Beyond the Pale (2001)..... Posse Member
- On the Ropes (1999) ..... Maya

## Televisió
- Beverly Hills, 90210 (1998)
- Undressed (1999)
- Brutally Normal (2000)
- Honey, I Shrunk the Kids: The TV Show (2000)
- ER (2001)
- Boston Public (2002)
- Dawson's Creek (2003)
- CSI: Crime Scene Investigation (2004)
- Passions (2005)
- LAX (2005)
- The Jake Effect (2006)
- Southland (2009)
- Castle (2010)
- Shameless (2011)
- The Mentalist (2010)
- Matumbo Goldberg (2011)
- Harry's Law (2011)
- Crazy White Chicks (2014)
- Criminal Minds (2018)
- Red Riding Hoods (2021)

## Possibles noms en títols de crèdit[1]
- Samia Doumit
- Samia
- Samia Doumit-Contreras